# トゥロン

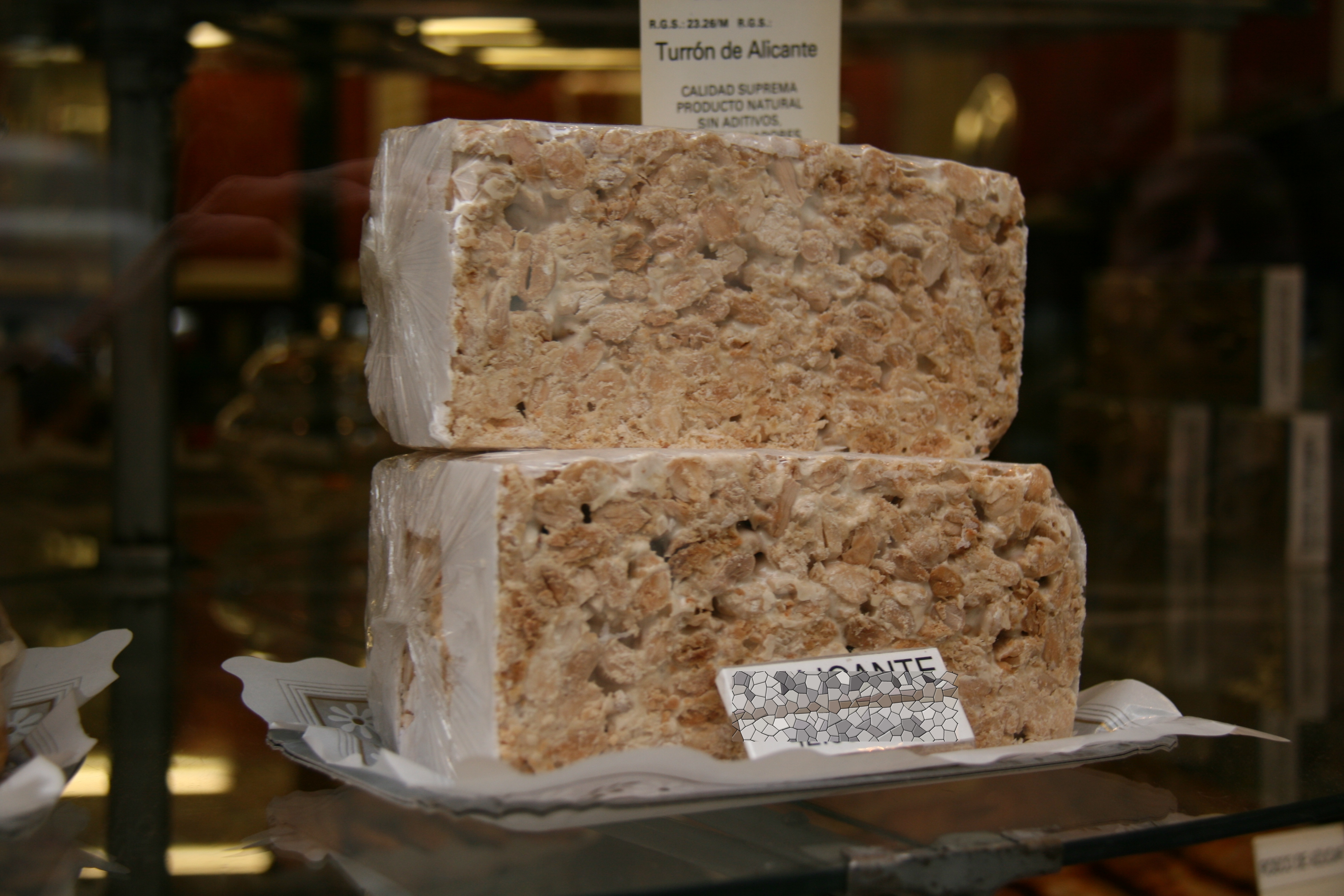
店頭に並べられるトゥロン

トゥロン (スペイン語: turrón、発音 [tuˈron]) またはトローネ (イタリア語: torrone、発音 [torˈroːne]) は南ヨーロッパのヌガー菓子である。一般的にはハチミツ、砂糖、卵白、焙煎したナッツ類 (アーモンドなど) からなり、薄い板状の直方体か、ホールケーキのような円筒形に成形される。スペインやイタリアで伝統的なクリスマスの菓子として食べられ、旧スペイン帝国領、とくにラテンアメリカ諸国でも同様である。

## 各国での名前
このヌガー菓子は旧スペイン帝国領を中心とした各国に存在するが、それらはいずれも似かよった名前で呼ばれている。スペイン語では turrón (発音 [tuˈron])、イタリア語では torrone (発音 [torˈroːne])、ブラジルポルトガル語では torrone (発音 [toˈʁoni])、サルデーニャ語では turrone (発音 [tuˈrɔne])、ヨーロッパポルトガル語では torrão (発音 [tuˈʁɐ̃w])、タガログ語では turon (発音: [tuˈɾon]) とそれぞれ呼ばれる。

## レシピ
16世紀の Manual de Mujeres (『女性のためのハンドブック』) というハンドブックは化粧品や食品の作り方を載せているが、その中におそらく現存するものとしては最古と思われるスペインのトゥロンのレシピが含まれている。このレシピによると、トゥロンにはハチミツと玉子何個か分の卵白が必要で、これらを混ぜあわせたものを火にかけ、固まりかけたらいったん冷ます。ハチミツがカラメル化したら、殻をむいて焙煎した松の実、アーモンド、ヘーゼルナッツなどを加える。さらにすこし加熱してから火からおろし、薄く切りわける、とある。

## 起源
この菓子のさまざまな名前はいずれもラテン語の torrere (「焼く」という意味の動詞) に由来するようである。現在みられるこの菓子は、イスラム教勢力の支配下にあったスペインの一部で turun として一般的だったムスリム料理から派生したものである可能性がある。また、cupedia あるいは cupeto という菓子がトゥロンに似ているとされることもある。この菓子は古代ローマ時代に市場で売買されており、ローマの詩人たちに言及されている。
トゥロンまたは torró はバレンシア州アリカンテ市の北に位置するヒホナ市 (スペイン語: Jijona、バレンシア語: Xixona、旧称: Sexona) ですくなくとも15世紀には知られていた。トゥロンはスペインの大部分、ラテンアメリカ諸国の一部、フランスのルシヨン地域でひろく食べられる。トゥロンによく似たトローネはイタリアのクレモナ市、ベネヴェント市に特有のものである。フィリピンにも類似の菓子がある。
地中海北岸一帯にこの菓子のバリエーションを見ることができる。

## 各国のバリエーション
トゥロンという菓子は材料や見た目にさまざまなバリエーションがありうるが、伝統的なものはいずれも同じ材料からなる。出来上がりの食感には、硬くて噛み砕けるものと、やわらかくて歯にくっつくものとがある。30年前にはほぼすべてのトゥロンは同じ製法で作られていたが、多様化が進んだ今では何十種類ものバリエーションがある。チョコでコーティングしたお米のポン菓子やアーモンドを材料とするもの、アルコール、フルーツの砂糖漬け、ナッツ類などを用いたあらゆるチョコレートプラリネを材料とするもの、砂糖を用いないもの (果糖や人工甘味料で甘みを加える) さえある。

### スペインのトゥロン
スペインの伝統的なトゥロンは以下のように分類される。
- ハードタイプ (アリカンテ系): 全粒のアーモンドが入った小ぶりのブロック状のトゥロン。卵・ハチミツ・砂糖からなるベース部分は硬くて砕ける。アーモンドは全体の60%。
- ソフトタイプ (ヒホナ系): アーモンドはペースト状にすりつぶす。オイルを加えるのでやわらかく歯にくっつくような粘りがある。アーモンドは全体の64%[5]。

トゥロンにソフトタイプとハードタイプで材料と硬さのちがいがあるのと同じように、アマレット (amaretto、アーモンドフレーバークッキー) にもメレンゲからマカルーンまでのグラデーションがある。
ほかのバリエーションにはリェイダ周辺の Torró d'Agramunt、トゥルトーザ周辺の Torró de Xerta、torró de Casinos などがある。
現在のスペインでは「トゥロン」という言葉は意味が広がり、伝統的なトゥロンと同サイズ (奥行20cm・幅10cm・高さ3cm) にしたさまざまな菓子を指すようになっている、こうした新しいトゥロンにはチョコレート、マジパン、ココナッツ、カラメル、フルーツの砂糖漬けなどが用いられる。

### イタリアのトローネ

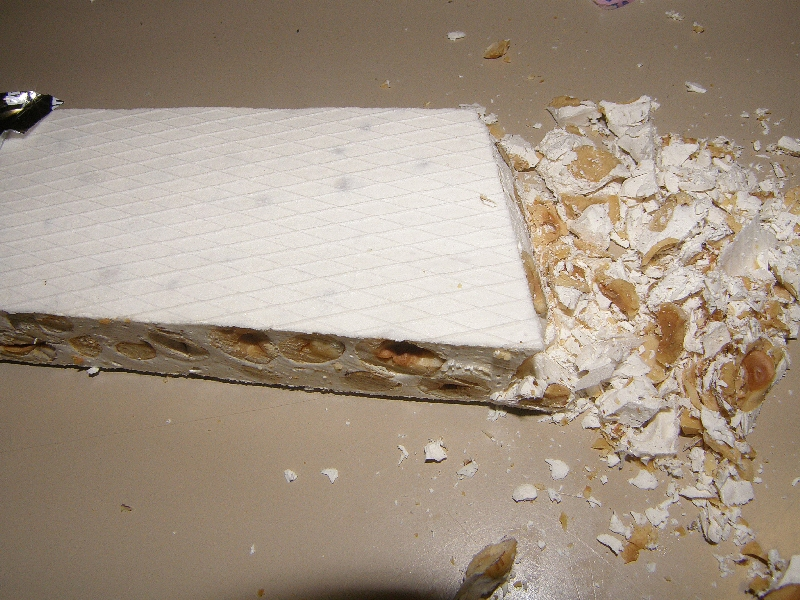
Torrone Classico

イタリアのトローネは伝統的に冬とクリスマスを代表する菓子であり、さまざまなバリエーションが存在する。トローネはナッツ類の含有量が少ない点でスペインのトゥロンとは異なる。ロンバルディア州クレモナの伝統的なトローネ (「トローネ・ディ・クレモナ」) は、バリエーションが豊富で、ソフトなものが morbido・ハードなものが duro といった食感の違いや、柑橘系やバニラなどのフレーバーの違い、ヘーゼルナッツ・アーモンド・ピスタチオ・ナッツパウダーといった入っているナッツ類の違いなどがある。大手食品会社が販売するものにはチョコレートにディップしてあるものもある。どういったトローネが人気であるかは時代や地域によって異なる。カンパニア州ベネヴェントの「トローネ・ディ・ベネヴェント」は、歴史的名称の cupedia で呼ばれることもあるが、ヘーゼルナッツの入ったバリバリした食感のものの代表的なものである。ベネヴェントではソフトタイプはアーモンドを入れて作られる。「トローネ・ディ・ベネヴェント」は古代ローマ時代より古く、サムニウム地域で広く知られていたことから、トゥロン類で最古と考えられている 。トローネ・ディ・ベネヴェントはもともとトローネ・ディ・クレモナと似た粘り気のあるペーストだったが、現在ではクレモナのものとあまり違いがなくなっている。アブルッツォ州、シチリア島、サルデーニャ島にも地域独自のトローネがあるが、クレモナ、ベネヴェントの主流派と顕著な違いはないようである。

### ペルーのトゥロン
ペルー料理のトゥロンは通常やわらかく、アニスで香りづけされていることがある。スペイン本来のトゥロンにはペルーでは希少だったか高価だったものが含まれていたため (たとえばアーモンド、ローズウォーター、オレンジフラワーウォーター、ハチミツなど)、ペルーでのトゥロンはさまざまに変化していった。リマ市で一般的なものに Turrón de Doña Pepa がある。これはアニスとハチミツのヌガーで、10月の Señor de los Milagros のお祭りで食べるのが伝統となっている。

### フィリピンのトゥロン
パンパンガ州のカシューナッツのトゥロンもトゥロンの一種である。このトゥロンは、カシューナッツの入ったマジパンのバーを白いウェハースで覆ったものである。ほかのスペイン語圏とは違い、この菓子はクリスマスとは関係なく消費される。ほかに、turrones de pili というトゥロンもあり、こちらは地元のピリというナッツを使ったトゥロンである。
ヌガー菓子のトゥロンとは別物だが、屋台料理に turón na saging と呼ばれる食べ物がある。これは薄く切ったバナナやプランテンをブラウンシュガーにディップし、春巻きの皮で巻いて油でよく揚げたものである。

### プエルトリコのトゥロン
プエルトリコではトゥロンは Turrón de Ajónjolí (ゴマのトゥロン) と呼ばれる。このトゥロンは、煎った黒ゴマ・白ゴマ、シナモンパウダー、レモン果汁をカラメル化したブラウンシュガーとハチミツでまとめたものである。バリエーションによっては、アーモンド、ライムゼスト (食材)、ヒマワリの種とフラックスシード、オレンジゼスト (食材)、煎ったココナッツフレークなどを用いる。

### キューバのトゥロン
キューバでは、turrón de maní (ピーナッツヌガー) が伝統的な甘味となっている。片手に収まるサイズのバーがバス停や人通りの多いところで売られているのが一般的だが、家庭で作る900グラムほどになるものもある。キューバのトゥロンは blando と duro の2種類がある。blando は挽いたピーナッツをブラウンシュガーとともにバーに押し固めたもので、duro は煎ったピーナッツを粗く挽き、カラメル化した砂糖とハチミツとともにまとめたものである。